# Circuit professionnel de golf masculin
Les circuits professionnels de golf masculin représentent le haut niveau du golf, un circuit consiste à mettre en place et organiser un calendrier avec des tournois hebdomadaires auxquels les golfeurs participent. Chaque circuit est limité à une zone géographique bien qu'il arrive que certains tournois d'un circuit puissent se dérouler dans une autre zone.
Le golf est l'un des sports les plus lucratifs, cependant, étant donné qu'il s'agit d'un sport individuel, il a été difficile de mettre en place un véritable circuit (au contraire des sports collectifs). La majorité des golfeurs (95 %) reçoivent une grande partie de leurs revenus à travers leurs clubs et leurs enseignements plutôt que les gains pris en tournoi. C'est pour cette raison que ces circuits furent mis en place, ces derniers étant de plus en plus dotés, mais cela ne concerne que l'élite du golf. Par conséquent, les meilleurs golfeurs prennent part à ces circuits et tournois richement dotés, pour preuve, Tiger Woods est le sportif le mieux payé du monde en 2004 (contrats de publicité compris).

## Les circuits

### Les principaux circuits
La fédération internationale des PGA Tours recense six grands circuits  membres à part entière à travers le monde :
- Asian Tour
- European Tour.
- Japan Golf Tour.
- PGA Tour.
- PGA Tour of Australasia.
- Sunshine Tour.

Ces six circuits déterminent l'Official World Golf Ranking car les points attribués sur chacun des tournois organisés par ces circuits comptent, enfin chacun de ces tournois comportent des gains distribués aux joueurs en fonction de leurs classements. Il existe également deux autres circuits associés aux PGA Tours mais qui ne sont pas membres à part entière : Canadian Professional Golf Tour et Tour de las Americas.

### Autres circuits
Il existe également une "seconde division" sur certains circuits :
- Le Challenge Tour, sur le continent européen.
- Le Nationwide Tour, sur le continent nord-américain.

Il y a aussi le Korean Tour qui est le circuit le mieux doté sans qu'il puisse offrir des points pour le rang mondial. Au Japon, il y le Japan Challenge Tour, et d'autres circuits qui se sont développés sur le continent asiatique : Indian Golf Tour et China Golf Tour.
En Europe, il y a une "troisième division" composée de différents circuits, ils offrent la possibilité aux golfeurs les plus talentueux d'accéder au Challenge Tour : PGA EuroPro Tour, l'Alps Tour, la Nordic League et l'EDP Tour. Enfin il reste des circuits mineurs mis en place pour promouvoir des golfeurs locaux comme en Suède avec la Telia Tour, au Pays de Galles, en Irlande et Écosse avec le Celtic Pro Tour, le sud de l'Angleterre avec Midas Tour ou la France avec le circuit masculin FFG (depuis 2007).

### Circuits seniors
Les circuits seniors sont réservés aux golfeurs de plus de cinquante ans, le golf est l'un des rares sports proposant aux seniors des compétitions lucratives. Plusieurs anciens golfeurs professionnels ayant participé aux différents PGA Tours ont la possibilité de les disputer. Les deux principaux circuits de seniors sont :
- Champions Tour, aux États-Unis.
- European Seniors Tour, en Europe.